# Équipe des Fidji masculine de volley-ball
L'équipe des Fidji de volley-ball est composée des meilleurs joueurs fidjiens sélectionnés par la Fédération fidjienne de Volleyball (Fiji Volleyball Federation, FVA). Elle n'est actuellement pas classée par la Fédération Internationale de Volleyball au 15 janvier 2010.

## Sélection actuelle
Sélection pour les qualifications aux Championnats du monde 2010.

Entraîneur : Tikiko Vulaca  ; entraîneur-adjoint : Filipe Yalani 

## Palmarès et parcours

### Palmarès
Néant.